# 1 февраля
1 февраля — 32-й день года  по григорианскому календарю.
До конца года остаётся 333 дня (334 дня в високосные годы).
До 15 октября 1582 года — 1 февраля по юлианскому календарю, с 15 октября 1582 года — 1 февраля по григорианскому календарю.
В XX и XXI веках соответствует 19 января по юлианскому календарю.

### Международные
- ООН — Всемирная неделя гармоничных межконфессиональных отношений

### Религиозные

#### Исламские
- Всемирный день хиджаба[2]

#### Христианские
Католицизм
- Память священномученика Агрепа (650)[3]
- Память Астины.
- Память Бригитты Ирландской.
- Память блаженной Катрин Брессюирской.

 Православие
- Память преподобного Макария Великого Египетского (390—391).
- Память святителя Марка Евгеника, архиепископа Ефесского (ок. 1444—1457).
- Память блаженного Феодора, Христа ради юродивого, Новгородского (1392).
- Память преподобного Макария Римлянина, Новгородского (XV—XVI).
- Память преподобного Макария, постника Печерского (XII).
- Память преподобного Макария, диакона Печерского (XIII—XIV).
- обре́тение мощей преподобного Саввы Сторожевского, Звенигородского (1652).
- Память мученицы Евфрасии Никомидийской, девы (303)[5].
- Память преподобного Макария Александрийского (394—395).
- Память преподобного Антония, столпника Марткопского (VI) (Грузия).
- Память святителя Арсения, архиепископа Керкирского (ок. VIII—X)[6].
- Память преподобного Евфимия (Кереселидзе), исповедника (XX) (Грузия).
- Память священномученика Петра Скипетрова, пресвитера (1918).
- Память священномученика Николая Восторгова, пресвитера (1930).
- Память мученика Феодора Гусева (1940).

### Именины
- Католические: Астина, Бригитта, Екатерина
- Православные: Антоний, Арсений, Евфимий, Евфрасия, Макарий, Марк, Мелетий, Николай, Пётр, Савва, Феодор, Феодосия, Януарий

## События

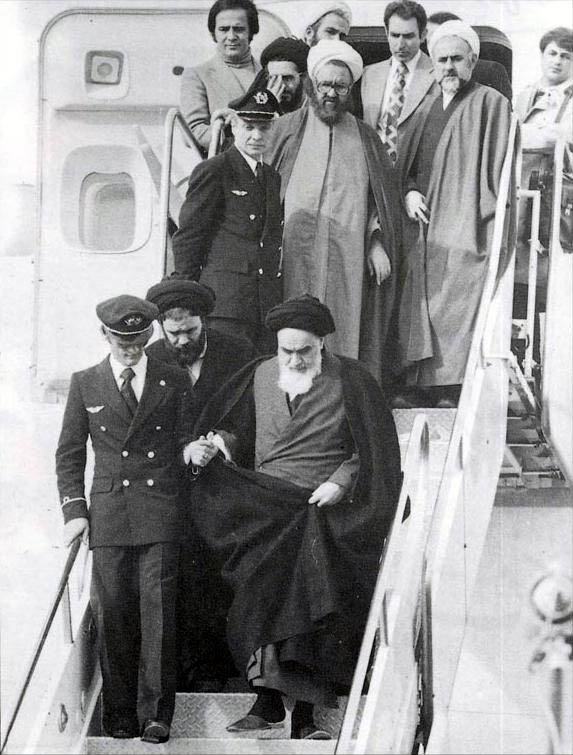
Аятолла Хомейни возвращается в Иран после 15 лет изгнания.
1 февраля 1979 года.

См. также: Категория:События 1 февраля

### До XVIII века
- 772 — 95-м Папой Римским избран римлянин из семьи консула и герцога Теодата, принявший имя Адриан I.
- 1186 — Иоанниты овладели крепостью Маргат в Сирии, который после падения Иерусалима стал центром ордена.
- 1327 — В Англии коронован малолетний Эдуард III. Реальная власть сосредоточилась в руках матери Эдуарда, Изабеллы Французской, и её любовника Роджера Мортимера.
- 1411 — Заключён Первый Торуньский мир между Тевтонским орденом, с одной стороны, Королевством Польским и Великим княжеством Литовским — с другой. Завершил Великую войну 1409—1411 годов, приведшую к разгрому войск Ордена союзными войсками в Грюнвальдской битве 1410 года.
- 1587 — Подписание английской королевой Елизаветой I смертного приговора Марии Стюарт.
- 1597 — Указы об «урочных летах», о кабальных холопах.
- 1662 — Китайский генерал Чжэн Чэнгун, взяв после девятимесячной осады форт «Зеландия», изгнал голландских колонизаторов с Формозы (Тайваня).
- 1664 — Армия польского короля и великого князя литовского Яна II Казимира была принуждена снять осаду с Глухова. Это событие стало началом тяжёлого отступления польско-литовской армии. Большой поход короля провалился, Речь Посполитая окончательно потеряла Левобережную Украину.
- 1671 — русский царь Алексей Михайлович женился на Наталье Нарышкиной, представительнице небогатого и незнатного рода.
- 1699 — Пётр I повелевает челобитные и договоры в России писать на гербовой бумаге.

### XVIII век
- 1702 — Война за испанское наследство: Евгений Савойский победил французов под командованием герцога де Вильруа в битве под Кремоной.
- 1709 — На необитаемом острове архипелага Хуан Фернандес в Тихом океане найден ставший прообразом Робинзона Крузо матрос Александр Селкирк.
- 1713 — Османский султан, под давлением России и европейских держав, распорядился силой выпроводить Карла XII из Бендер, в ходе которого произошло вооружённое столкновение шведов с янычарами, т. н. «калабалык», а сам Карл был ранен.
- 1717 — Первый «Немой сейм». Сейм Речи Посполитой. Под давлением российского царя Петра I король Август II принимает выдвигаемые ему требования (вывод саксонских войск, расширение полномочия Сейма и Сената, ограничение личной власти короля) практически без единого слова.
- 1720 — Швеция и Пруссия подписывают мирный договор.
- 1732 — Подписание российско-иранского Рештского договора.
- 1742 — Сардиния и Австрия подписывают союзный договор.
- 1748 — Сербский город Нови-Сад получил от императрицы Марии-Терезии своё имя (лат. Neoplanta) и статус королевского вольного города.
- 1781 — Сражение при Кованс-Форд.
- 1790 — В Нью-Йорке впервые собирается верховный суд.
- 1793 — Франция объявляет войну Англии и Нидерландам.
- 1796 — Столица Верхней Канады перенесена из Ньюарка в Йорк.

### XIX век
- 1800 — бой USS Constellation с La Vengeance.
- 1809 — российский император Александр I учреждает ландтаг (парламент) Финляндии.
- 1810 — Севилья (Испания) сдаётся французам.
- 1814
  - Война шестой коалиции: Сражение при Ла-Ротьере между Наполеоном и войсками союзников под командованием прусского фельдмаршала Блюхера.
  - В день публикации было продано 10 000 экземпляров «Корсара» лорда Байрона.
  - Катастрофическое извержение вулкана Майон на острове Лусон, в результате которого поток лавы полностью уничтожил город Сагзава (погибло свыше 1200 человек).
- 1816 — создан «Союз спасения» — первая тайная политическая организация декабристов.
- 1819 — киргизы Большой Орды вступают в подданство России.
- 1835 — на Маврикии отменено рабство.
- 1851 — в Киле Вильгельм Бауэр проводит неудачные испытания одной из первых субмарин.
- 1864 — началась Датско-прусская война за Шлезвиг.
- 1865 — отмена рабства в США.
- 1884 — опубликовано первое издание Оксфордского словаря английского языка.
- 1885 — провинция Кабинда в Анголе стала португальским протекторатом.
- 1886 — Уильям Юарт Гладстон в третий раз стал премьер-министром Великобритании.
- 1893
  - Томас Эдисон открывает первый в мире киносъёмочный павильон, «Чёрная Мария».
  - Премьера оперы Джакомо Пуччини «Манон Леско» в Театро Реджио (Турин).
- 1896 — премьера оперы Джакомо Пуччини «Богема» в Театро Реджо (Турин).

### XX век
- 1908 — португальское цареубийство: обстрел португальской королевской семьи на площади Лиссабона террористами-республиканцами, недовольными политикой короля и общей обстановкой в стране. В результате инцидента погибли сам король Карлуш I (1863—1908) и его старший сын герцог Луиш Филипе (1887—1908). Новым королём был провозглашён спасённый Мануэл II.
- 1918 (19 января по действовавшему в России старому стилю) — патриарх Тихон выпустил обращение к Советской власти и послание к верным чадам Русской Православной Церкви, в котором впервые прозвучали анафематствования в адрес безбожников и большевиков.
- 1920 — образуется Королевская канадская конная полиция — федеральная полиция, отвечающая за государственную безопасность.
- 1921 — в Петрограде создана литературная группа «Серапионовы братья».
- 1922 — в Вильно, в здании Театра на Погулянке состоялось первое заседание Сейма Срединной Литвы.
- 1923
  - В Петрограде, в доме № 76 по набережной р. Фонтанки, открыта первая в СССР сберегательная касса.
  - В Италии организована фашистская Добровольная милиция национальной безопасности.
- 1924 — Великобритания официально признала СССР.
- 1925 — Варшавская радиостанция PTR провела первую официальную радиопередачу в Польше. Рождение польского радио.
- 1926 — образована Киргизская АССР.
- 1930
  - Постановление ЦИК и СНК СССР «О мероприятиях по укреплению социалистического переустройства сельского хозяйства в районах сплошной коллективизации и по борьбе с кулачеством». Начало массовой коллективизации.
  - «Таймс» публикует первый кроссворд.
- 1931 — открылась Центральная фабрика Союзкино (ныне «Мосфильм»).
- 1935
  - В состав Политбюро ЦК ВКП(б) вводится Анастас Микоян (1895—1978).
  - В Лондоне начинаются Британо-германские переговоры по вопросу о перевооружении немецкой армии.
  - Закрыто Всесоюзное объединение «Торгсин».
- 1940 — СССР в войне против Финляндии начинает наступление на Карельском перешейке и в районе озера Кумо.
- 1942
  - Немецкие войска заменяют свой секретный морской код «Энигма», известный англичанам с начала войны, на новый — «Тритон».
  - Создание марионеточного правительства Квислинга в Норвегии.
- 1943 — Замойское восстание: Отряды «Батальонов хлопских», совместно с отрядом Гвардии Людовой, разбили немецкие части в битве под Заборечно.
- 1944
  - В Тихом океане американские войска вступают в ожесточённое сражение (до 7 февраля), в котором они отобьют у японцев Кваджалейн (Маршалловы Острова).
  - В Варшаве отрядом «Пегас» — «Агат» Армии крайовой проведена Операция «Кучера», в результате которой уничтожен руководитель СС и полиции в Варшаве, бригадефюрер СС Франц Кучера.
- 1945 — Вторая мировая война: Эквадор объявляет войну Германии.
- 1946
  - Трюгве Ли избран первым генеральным секретарём ООН.
  - Венгрия провозглашена республикой.
- 1949
  - В Великобритании отменяется нормированное распределение одежды.
  - Фирма RCA выпустила первую виниловую пластинку на 45 об/мин.
  - Начало разработки нового генерального плана реконструкции Москвы.
  - Израиль официально аннексирует Западный Иерусалим.
- 1953 — 50 основных дамб Голландии размываются волнами Северного моря. Тонет 1835 человек, 72 жителя этих мест эвакуированы, 43000 сооружений подвергаются разрушению или полностью уничтожаются.
- 1958
  - Запуск в космос первого американского спутника.
  - Египет и Сирия образовали Объединённую Арабскую Республику.
  - Столкновение над Норуолком, 48 погибших.
- 1959 — на референдуме в Швейцарии граждане высказываются против предоставления женщинам права голоса на федеральных парламентских выборах.
- 1962 — Куба исключена из Организации Американских Государств.
- 1963 — Столкновение двух самолётов над Анкарой.
- 1967 — первая свадьба в Церкви Сатаны, Сан-Франциско, США.
- 1968 — война во Вьетнаме: южновьетнамский бригадный генерал, начальник полиции Южного Вьетнама Нгуен Нгок Лоан застрелил офицера Вьетконга Нгуена Ван Лема. Сделанная Эдди Адамсом фотография расстрела Нгуеном Нгок Лоаном партизана стала одной из самых знаменитых фотографий Вьетнамской войны и символом жестокости гражданской войны. Факт расстрела военнопленного без суда и следствия, произведённого к тому же начальником полиции Южного Вьетнама, вызвал волну негодования в кругах интеллигенции, а фотография широко использовалась антивоенным движением.
- 1969
  - Руководители Югославии и Румынии в совместном заявлении отвергают доктрину Брежнева о приоритете интересов международного коммунистического движения над интересами отдельных государств.
  - Инструментальная композиция «Albatross»[англ.] (англ.) группы «Fleetwood Mac» занимает 1-е место в хит-параде Великобритании[7].
  - Установлены дипломатические отношения между СССР и Республикой Перу.
- 1971 — федеральное исследование в США показывает, что каждый третий студент курил марихуану.
- 1978 — режиссёр Роман Полански бежал из США в Великобританию (в Лондон), а затем, чтобы избежать экстрадиции, во Францию, непосредственно перед вынесением приговора по обвинению в изнасиловании тринадцатилетней девочки Саманты Геймер.
- 1979 — возвращение аятоллы Хомейни в Иран после 15-летней зарубежной ссылки.
- 1980 — установлены дипломатические отношения между СССР и Королевством Лесото.
- 1982
  - Создана Конфедерация Сенегамбия, в которую входили западно-африканские страны Сенегал и Гамбия.
  - Компания Intel выпустила первый Intel 80286 — 16-разрядный процессор второго поколения архитектуры x86.
- 1985 — катастрофа Ту-134 под Минском, погибли 58 человек.
- 1991 — Столкновение самолётов в аэропорту Лос-Анджелеса, 34 погибших.
- 1992
  - Российско-американская декларация о завершении холодной войны.
  - В Сальвадоре вступило в силу прекращение огня, завершившее 16-летнюю гражданскую войну.
- 1994 — вступили в силу Шенгенские соглашения, подписанные странами ЕС и предусматривающие введение полной свободы перемещения граждан между государствами-участниками Европейского союза.
- 1996 — Эритрея перешла на григорианский календарь.
- 2000 — из-за аварии на румынской золотодобывающей фабрике в Дунай попало огромное количество отравляющего вещества цианид, что вызвало экологическую катастрофу во многих странах.

### XXI век
- 2002 — в Карачи убит ранее похищенный американский журналист, шеф южноазиатского бюро газеты The Wall Street Journal Дэниел Перл.
- 2003
  - Катастрофа шаттла «Колумбия» при заходе на посадку, погибли все семь членов экипажа.
  - Вступил в силу Ниццкий договор.
- 2004 — опубликовано сообщение о синтезировании химических элементов унунтрия и унунпентия, синтезированных совместно Объединённым институтом ядерных исследований (Дубна, Россия) и Ливерморской национальной лабораторией (США).
- 2009
  - Интронизация патриарха Московского и всея Руси Кирилла.
  - Йоханна Сигурдардоуттир стала первой женщиной на посту премьер-министра Исландии. Первая глава правительства в мировой истории, вступившая в официальный однополый брак.
- 2012 — трагедия на стадионе в Порт-Саиде (Египет).

## Родились
См. также: Категория:Родившиеся 1 февраля

### До XIX века

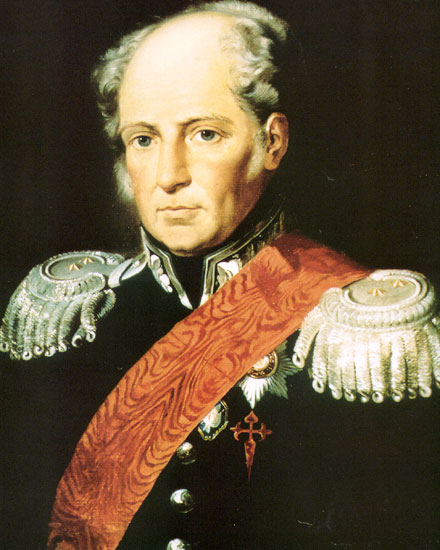
Августин Бетанкур. Портрет, 1810-е

- 1402 — Элеонора Арагонская (ум. 1445), принцесса арагонская, королева Португалии.
- 1459 — Конрад Цельтис (наст. фамилия Пиккель; ум. 1508), выдающийся немецкий гуманист.
- 1462 — Иоганн Тритемий (ум. 1516), немецкий учёный, аббат, христианский гуманист, один из основоположников криптографии.
- 1726 — Иван Резанов (ум. 1788), российский государственный деятель, президент Берг-коллегии (1781—1784), сенатор, тайный советник.
- 1758 — Августин Бетанкур (ум. 1824), испанский и российский государственный деятель, учёный, архитектор, инженер-механик.
- 1768 — Жак Александр Ло де Лористон (ум. 1828), генерал и дипломат Наполеона I, маршал Франции при Людовике XVIII.
- 1795 — Александр Смирдин (ум. 1857), русский купец, книгоиздатель.

### XIX век
- 1801

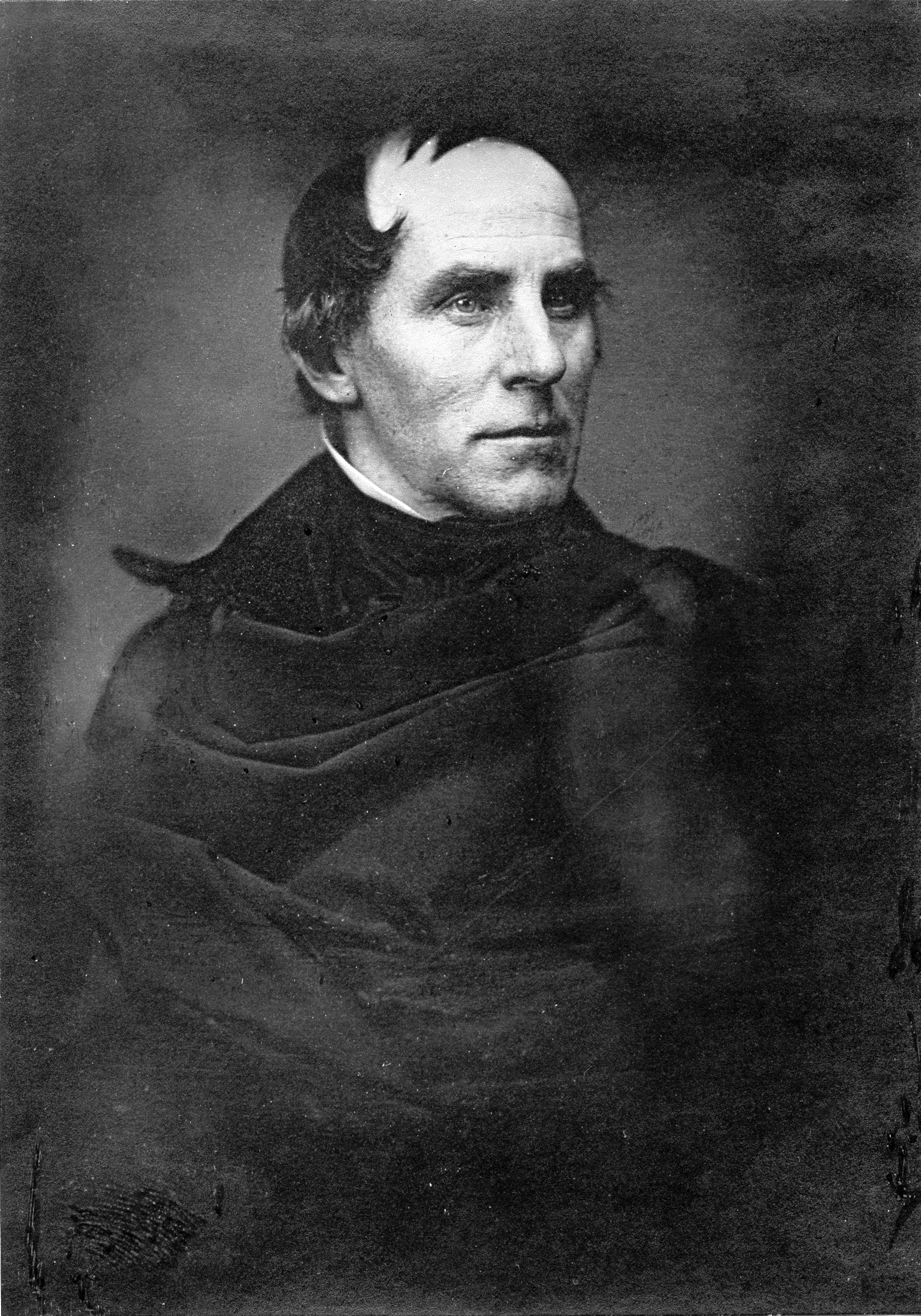
Томас Коул. 1846

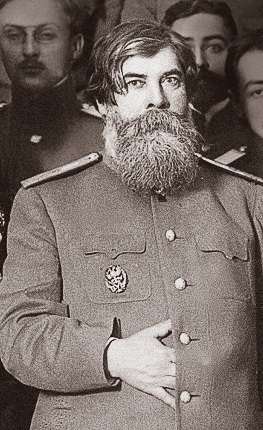
В. М. Бехтерев среди слушателей Императорской Военно-медицинской академии, 1912

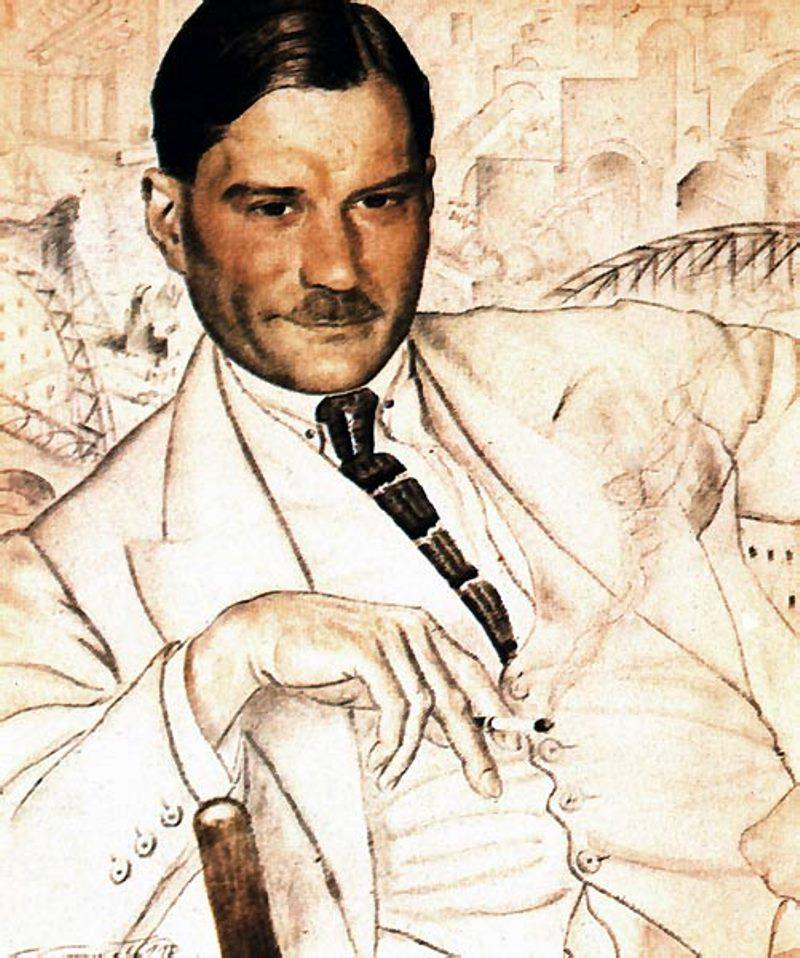
Е. Замятин. Портрет работы Кустодиева, 1923

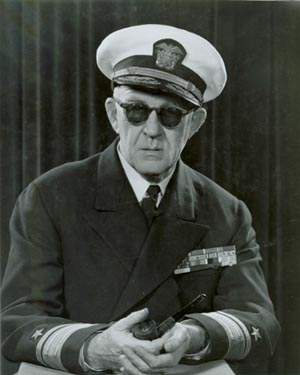
Режиссёр Дж. Форд в форме контр-адмирала ВМФ США, 1952

  - Томас Коул (ум. 1848), американский художник-пейзажист.
  - Эмиль Литтре (ум. 1881), французский философ, историк, филолог, лексикограф, составитель «Словаря французского языка».
- 1805 — Луи Огюст Бланки (ум. 1881), французский революционер, коммунист-утопист.
- 1811 — Ромуальд Зенкевич (ум. 1868), белорусский фольклорист, педагог, этнограф.
- 1828
  - Дмитрий Стасов (ум. 1918), крупный юрист, адвокат, один из первых в России присяжных поверенных.
  - Николай Телешов (ум. 1895), изобретатель, автор первого в России проекта самолёта и одного из первых в мире проектов реактивного самолёта.
- 1844 — Грэнвилл Стэнли Холл (ум. 1924), пионер американской психологической науки, педагог.
- 1857 — Владимир Бехтерев (ум. 1927), русский советский психиатр, невролог, физиолог, психолог.
- 1864 — Иван Восторгов (расстрелян в 1918), священник русской православной церкви, протоиерей, проповедник, миссионер, церковный писатель.
- 1870 — Мотеюс Густайтис (ум. 1927), литовский поэт, переводчик, литературовед, католический священник.
- 1874 — Гуго фон Гофмансталь (ум. 1929), австрийский писатель, поэт-символист, драматург.
- 1879 — Георгий Чулков (ум. 1939), русский поэт, прозаик, переводчик, литературный критик.
- 1881 — Владимир Юнгмейстер (ум. 1943), русский военный лётчик, участник Первой мировой и Гражданской войны, полковник РИА.
- 1884 — Евгений Замятин (ум. 1937), русский писатель, публицист, литературный критик, сценарист.
- 1887 — Антанас Меркис (ум. 1955), литовский государственный деятель, последний премьер-министр довоенной Литовской Республики (1939—1940).
- 1894 — Джон Форд (ум. 1973), американский кинорежиссёр, сценарист, продюсер, обладатель четырёх «Оскаров».
- 1896 — Анастасио Сомоса Гарсиа (ум. 1956), никарагуанский военный и государственный деятель, фактический глава Никарагуа с 1936 по 1956 год.
- 1899 — Алексей Быстров (ум. 1959), советский палеонтолог, анатом, гистолог.
- 1900 — Анатолий Головня (ум. 1982), кинооператор, теоретик кино, педагог, заслуженный деятель искусств РСФСР.

### XX век

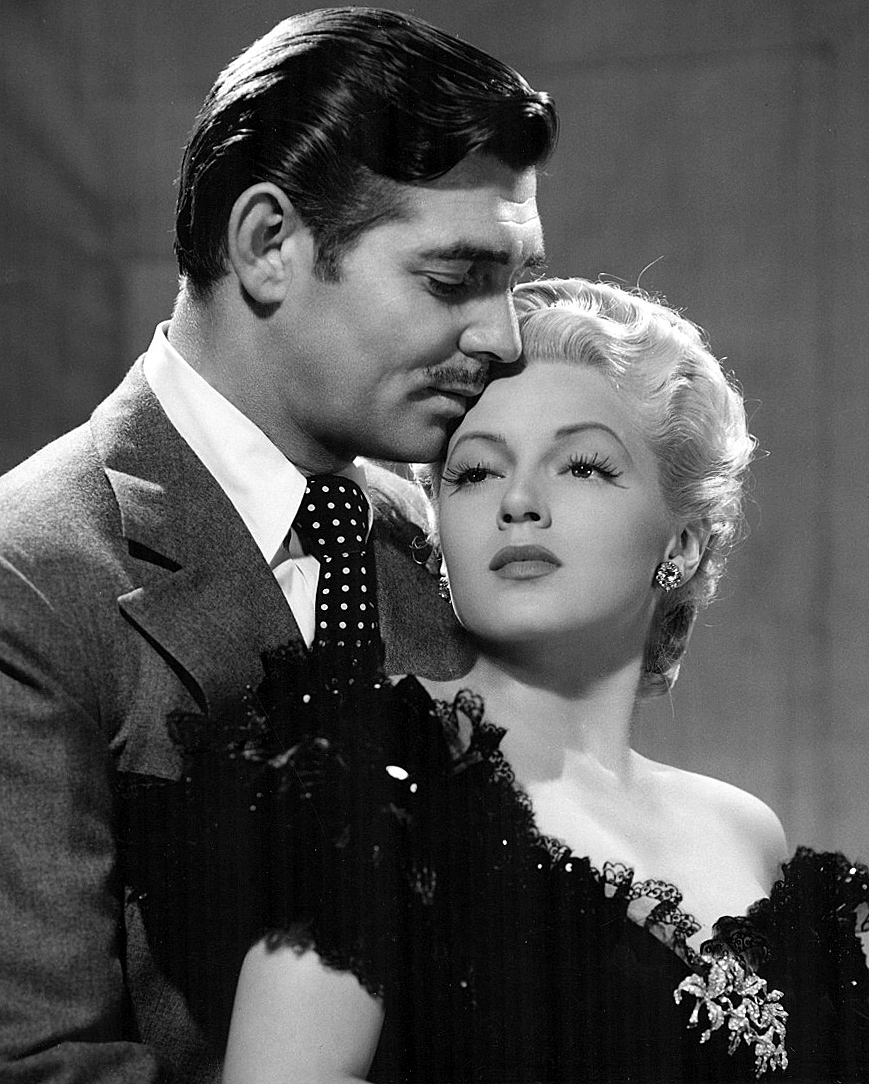
Кларк Гейбл и Лана Тёрнер в фильме «Хонки-тонк (фильм)», 1941

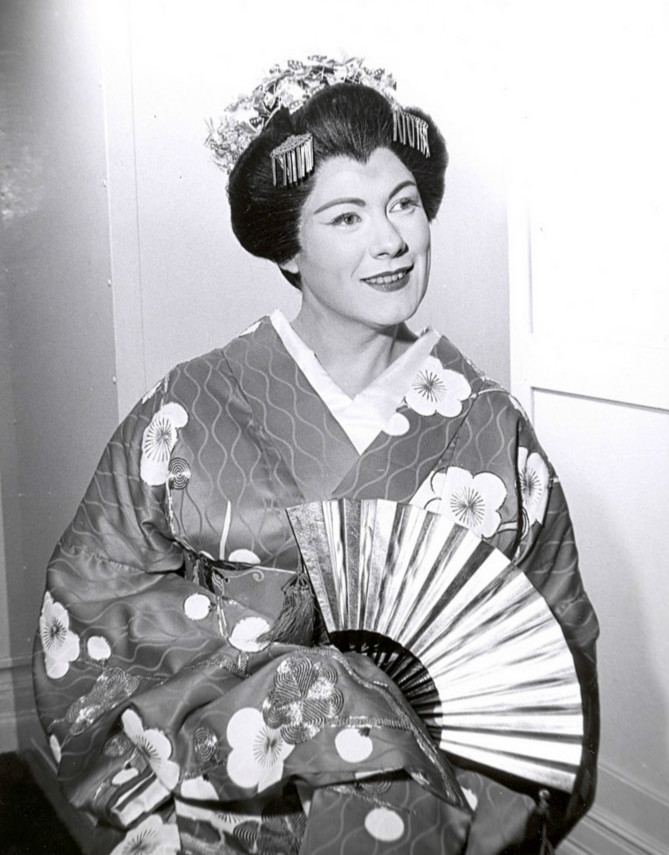
Рената Тебальди в роли Мадам Баттерфляй (начало 1960-х годов)

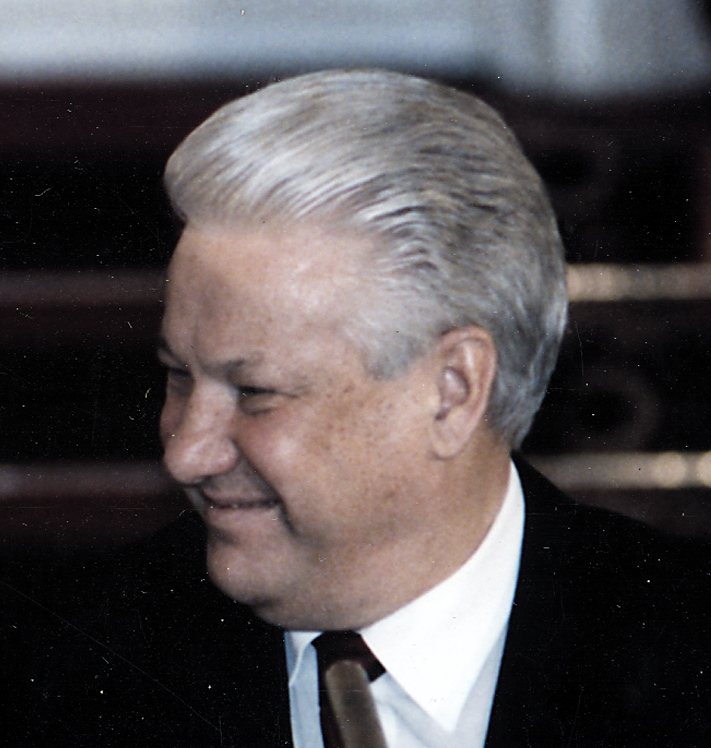
Президент России
Борис Ельцин, 1993

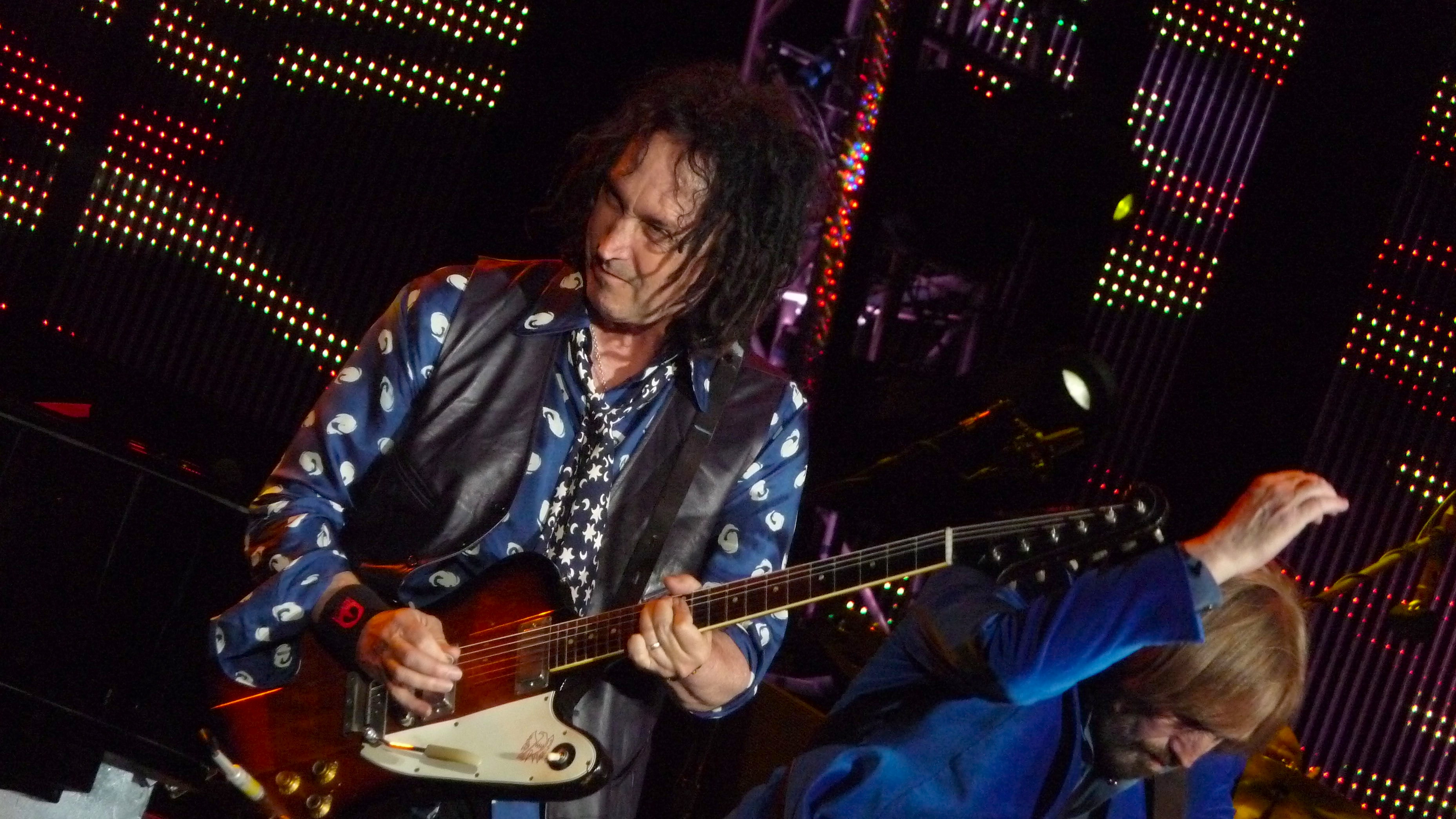
Майк Кэпмбелл, 2010

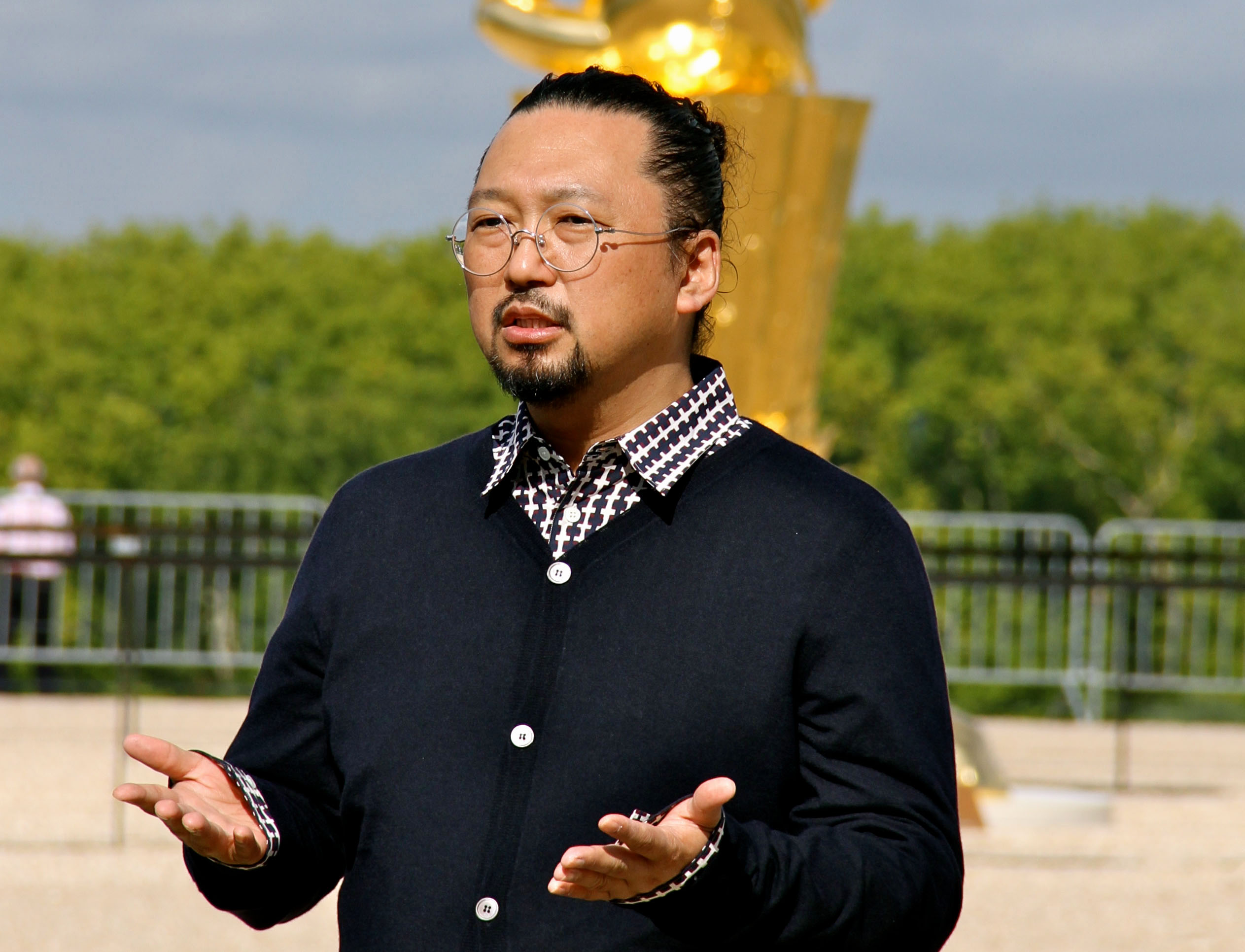
Такаси Мураками, 2010

- 1901 — Кларк Гейбл (ум. 1960), американский актёр театра и кино, обладатель премии «Оскар».
- 1902 — Лэнгстон Хьюз (ум. 1967), американский поэт, прозаик, драматург, колумнист.
- 1904 — Франческа Гааль (урожд. Сидония Зильбершпиц; ум. 1973), венгерская и американская актриса, звезда довоенного кинематографа.
- 1905
  - Эмилио Сегре (ум. 1989), итало-американский физик, лауреат Нобелевской премии (1959).
  - Арсений Янкелевич (ум. 1986), советский валторнист, педагог и композитор.
- 1906 — Пётр Савин (ум. 1981), киноактёр, заслуженный артист РСФСР.
- 1915 — сэр Стэнли Мэттьюз (ум. 2000), английский футболист.
- 1918 — Мюриэл Спарк (ум. 2006), британская писательница и литературный критик.
- 1920 — Пьер-Жонкер д’Ориола (ум. 2011), французский спортсмен-конник, двукратный олимпийский чемпион.
- 1921 — Ефрем Зверьков (ум. 2012), советский и российский живописец-пейзажист, в 1997—2012 гг. вице-президент Российской академии художеств.
- 1922 — Рената Тебальди (ум. 2004), итальянская оперная певица (лирическое сопрано).
- 1925 — Георгий Эфрон (погиб в 1944), сын русской поэтессы Марины Цветаевой, автор дневников.
- 1926 — Вивиан Майер (ум. 2009), американская фотохудожница.
- 1927 — Гюнтер Гийом (ум. 1995), разведчик из ГДР, внедрённый в ведомство канцлера ФРГ, участник крупного шпионского скандала.
- 1931
  - Мадлен Берто, швейцарская горнолыжница, олимпийская чемпионка (1956).
  - Борис Ельцин (ум. 2007), первый президент России (1991—1999).
- 1934 — Марина Кондратьева, артистка балета, педагог, народная артистка СССР.
- 1935 — Владимир Аксёнов (ум. 2024), советский космонавт, дважды Герой Советского Союза.
- 1939
  - Екатерина Максимова (ум. 2009), балерина, народная артистка СССР, лауреат Государственной премии.
  - Юрий Рост, советский и российский фотограф, журналист, писатель, актёр, телеведущий.
- 1941 — Анатолий Фирсов (ум. 2000), советский хоккеист, трёхкратный олимпийский чемпион, многократный чемпион мира и Европы.
- 1942
  - Терри Джонс (ум. 2020), британский актёр, режиссёр, сценарист, композитор, член комедийной группы «Монти Пайтон».
  - Лев Лещенко, эстрадный певец, народный артист РСФСР.
- 1944 — Эра Зиганшина, советская и российская актриса театра и кино, народная артистка РФ.
- 1946 — Элизабет Слейден (ум. 2011), британская актриса, сценарист и телеведущая.
- 1947 — Майк Брант (наст. имя Моше Бранд; покончил с собой в 1975), израильско-французский певец.
- 1949 — Михаил Долгинин, актёр театра и кино, заслуженный артист РСФСР.
- 1950 — Майк Кэпмбелл, американский гитарист, автор песен, музыкальный продюсер.
- 1951 — Константин Никольский, советский и российский рок-музыкант, певец, гитарист, автор песен.
- 1954 — Юрий Лоза, советский и российский певец, поэт и композитор.
- 1961 — Дэниел Тани, американский инженер-конструктор и астронавт.
- 1962
  - Такаси Мураками, японский живописец, скульптор, дизайнер.
  - Нико Ринкс, нидерландский гребец, двукратный олимпийский чемпион по академической гребле.
- 1965
  - Брэндон Ли (погиб в 1993), американский актёр, мастер восточных единоборств, сын Брюса Ли.
  - Вадим Писарев, украинский артист балета, хореограф.
  - Стефания, принцесса Монако и поп-певица.
  - Шерилин Фенн, американская актриса кино и телевидения.
- 1967 — Мэг Кэбот, американская писательница.
- 1968 — Лиза Мэри Пресли (ум. 2023), американская певица, дочь Элвиса Пресли.
- 1969
  - Габриэль Батистута, аргентинский футболист.
  - Нино Салуквадзе, советская и грузинская спортсменка-стрелок из пистолета, олимпийская чемпионка 1988 года, участница 9 Олимпийских игр
  - Виктор Смольский, советский и белорусский музыкант-мультиинструменталист, композитор, продюсер.
- 1971
  - Майкл Си Холл, американский актёр (телесериал «Декстер» и др.), продюсер, лауреат премии «Золотой глобус».
  - Георгий Черданцев, российский спортивный комментатор, телеведущий.
- 1979 — Айно-Кайса Сааринен, финская лыжница, 4-кратная чемпионка мира.
- 1986
  - Йоррит Бергсма, нидерландский конькобежец, олимпийский чемпион на дистанции 10 000 метров (2014).
  - Натан Коэн, новозеландский спортсмен, олимпийский чемпион в академической гребле.
- 1994 — Гарри Стайлз, британский певец (группа One Direction) и актёр.

## Скончались

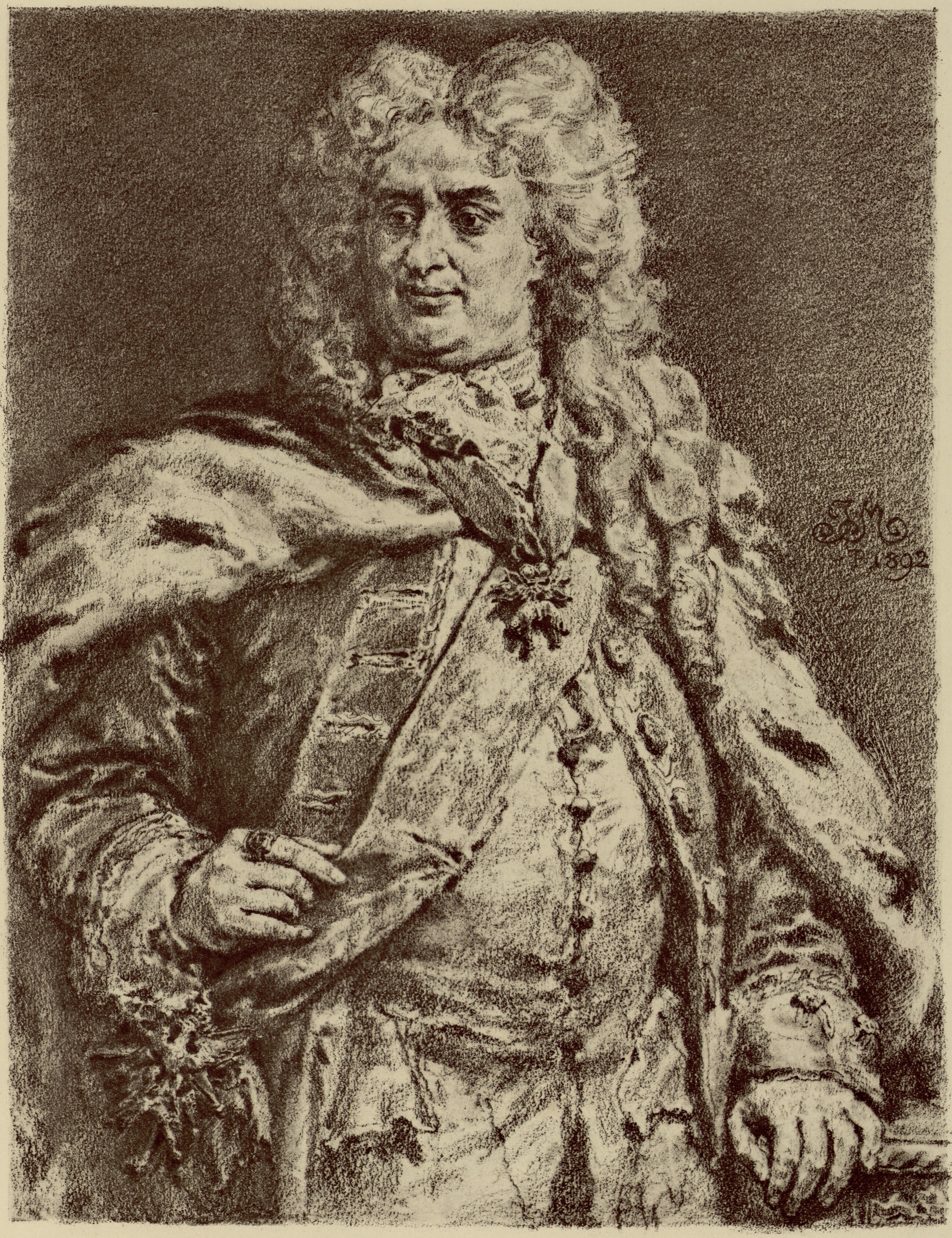
Август Сильный

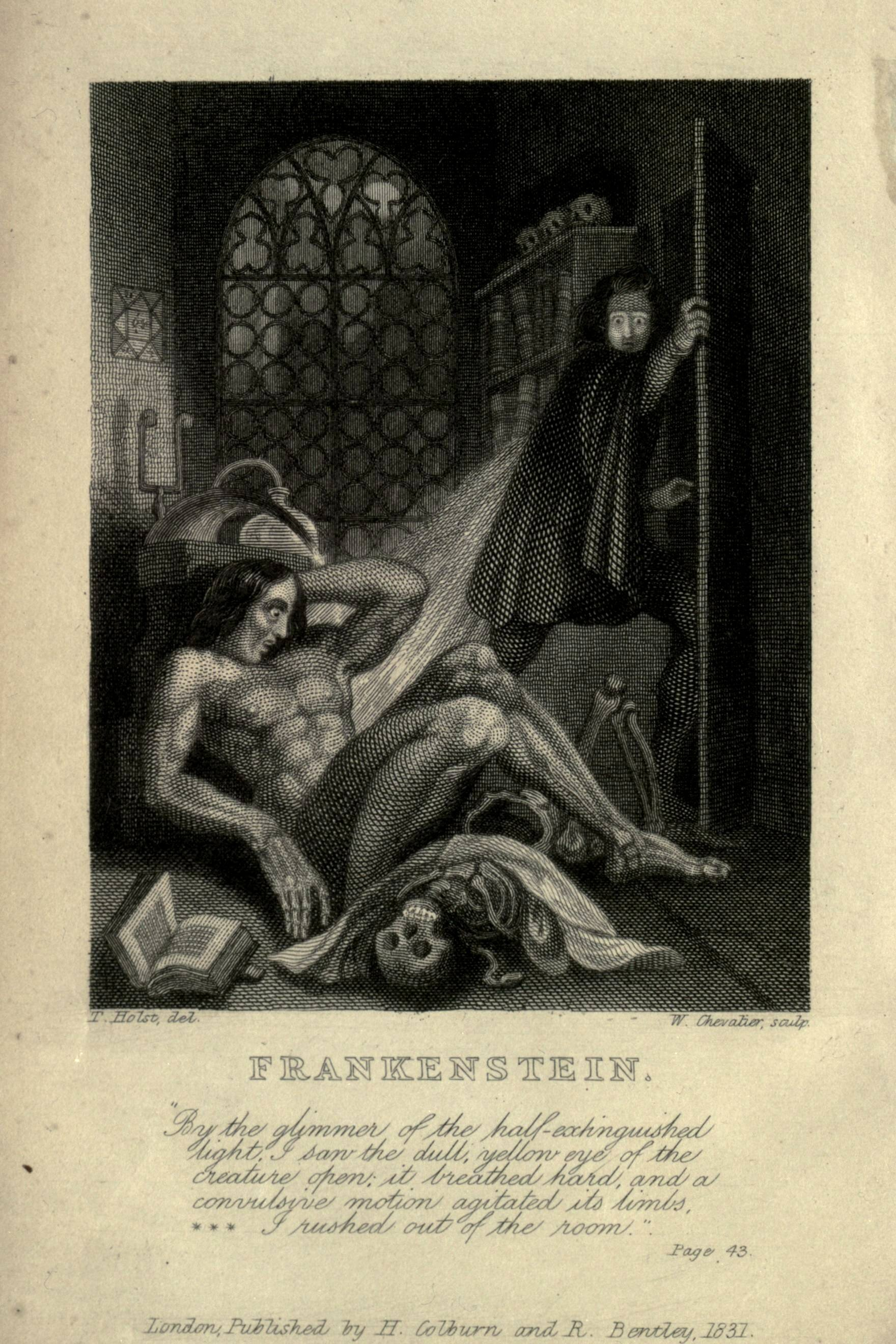
Обложка книги «Франкенштейн» Мэри Шелли
(издание 1831 года)

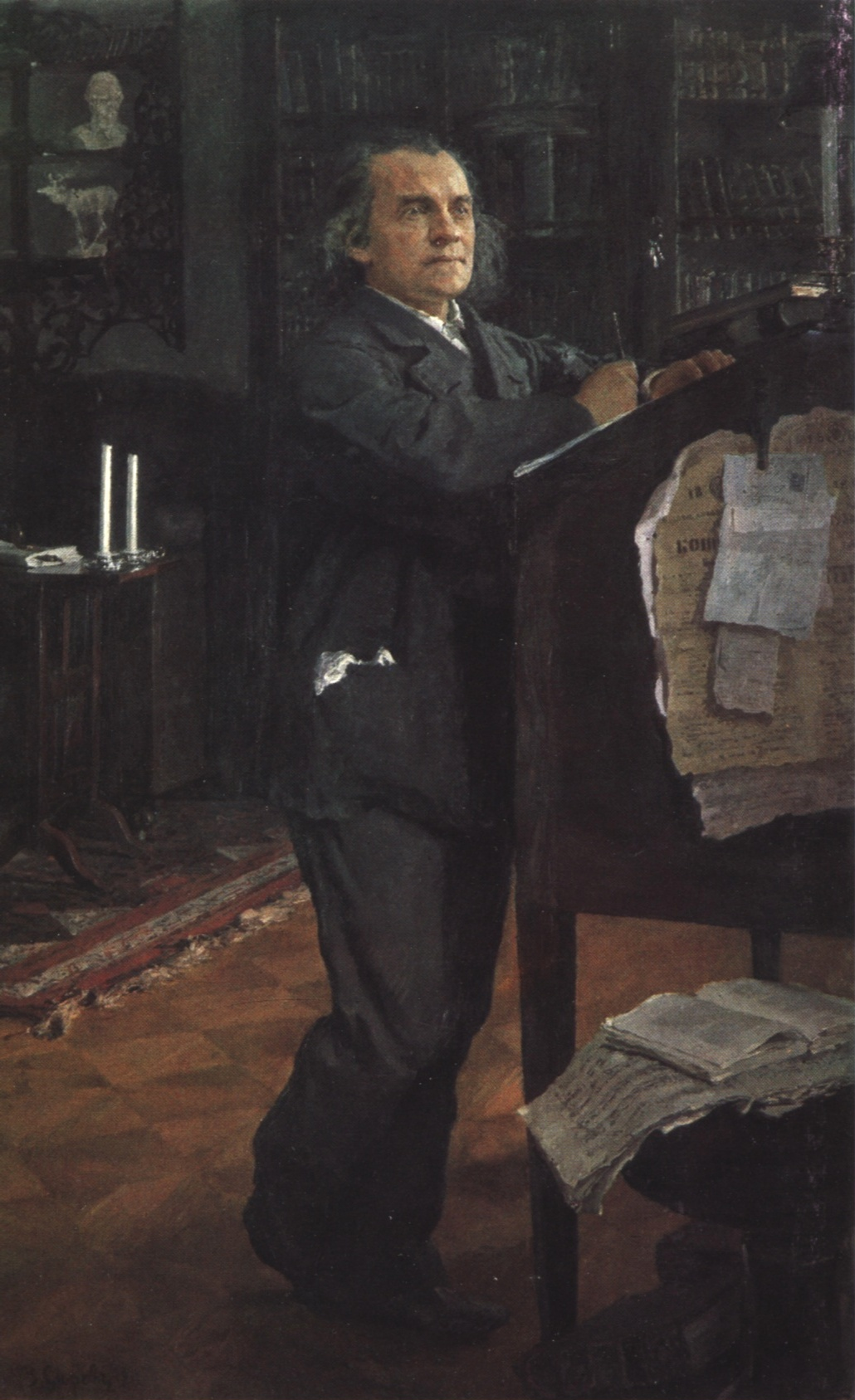
Композитор
А. Н. Серов

См. также: Категория:Умершие 1 февраля

### До XIX века
- 525 — Св. Бригитта Ирландская (р. 451), покровительница Ирландии.
- 1542 — Джироламо Алеандер (р. 1480), итальянский гуманист, учёный и кардинал эпохи Реформации.
- 1590 — Екатерина де Риччи (р. 1522), итальянская монахиня, католическая святая.
- 1691 — Александр VIII (в миру Пьетро Вито Оттобони; р. 1610), 241-й папа римский (1689—1691).
- 1733 — Август Сильный (р. 1670), курфюрст Саксонии (1694—1733), король Польши (1697—1733).
- 1799 — Фердинанд Кобелль (р. 1740), немецкий ландшафтный живописец и гравёр.

### XIX век
- 1851 — Мэри Шелли (р. 1797), английская писательница, автор написанного ею в юности романа «Франкенштейн, или Современный Прометей».
- 1856 — Иван Паскевич (р. 1782), русский полководец, государственный деятель и дипломат.
- 1864 — Фёдор Кузьмич (р. 1776 или 1777), сибирский старец, отождествляемый в легендах с российским императором Александром I.
- 1871 — Александр Серов (р. 1820), русский композитор и музыкальный критик, отец живописца Валентина Серова.
- 1885 — Сидни Гилкрист Томас (р. 1850), английский металлург, изобретатель томасовского процесса.
- 1887
  - Екатерина Альмединген (р. 1853), российская детская писательница и переводчица.
  - Андрей Дельвиг (р. 1813), инженер-генерал, организатор строительства в России многих крупных инженерных сооружений.

### XX век

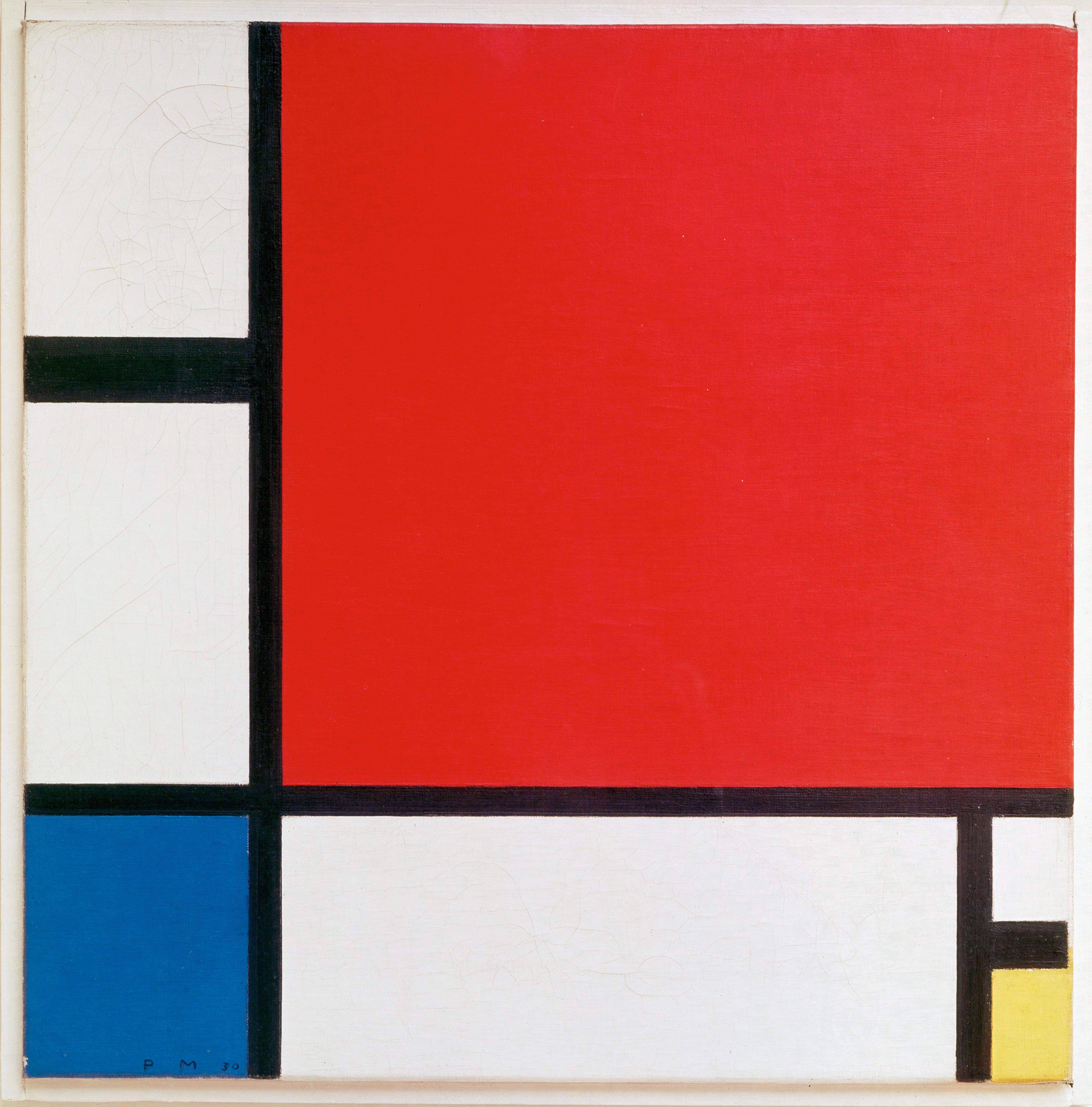
Пит Мондриан. Композиция II в красном, голубом и жёлтом, 1930

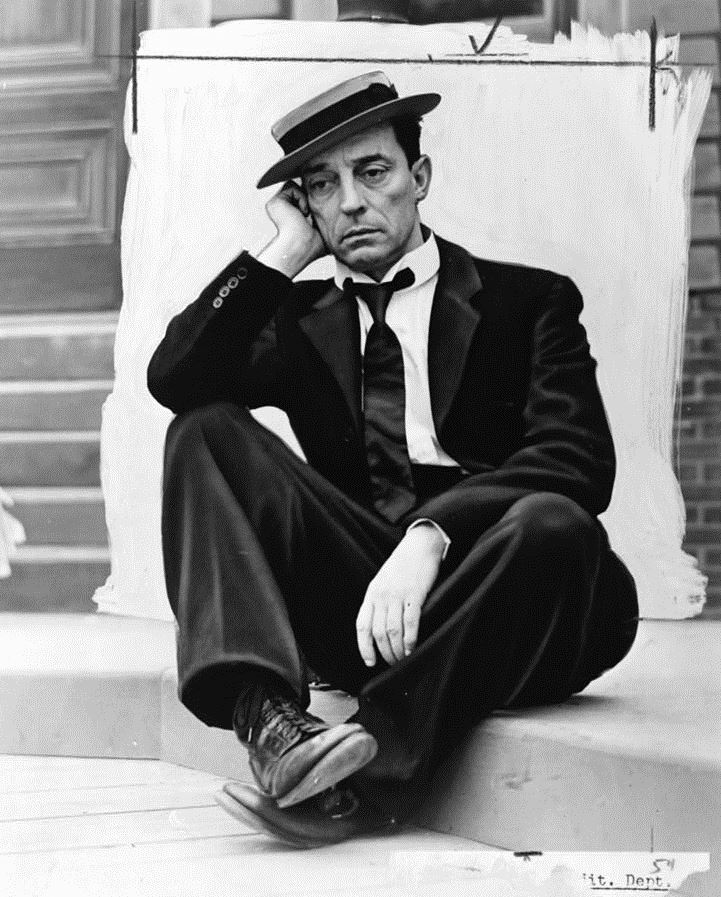
Бастер Китон 1939

- 1903 — сэр Джордж Стокс (р. 1819), английский математик и физик.
- 1905 — Освальд Ахенбах (р. 1827), немецкий художник-пейзажист.
- 1920 - Павел Штернберг (р. 1865), российский астроном, политический деятель.
- 1924 — Морис Прендергаст (р. 1858), американский художник постимпрессионистского направления, акварелист.
- 1944 — Пит Мондриан (р. 1872), нидерландский художник-авангардист, зачинатель искусства абстракционизма.
- 1945 — Йохан Хёйзинга (р. 1872), нидерландский философ-идеалист, историк, культуролог.
- 1957 — Фридрих Паулюс (р. 1890), немецкий военачальник, генерал-фельдмаршал.
- 1958 — Клинтон Джозеф Дэвиссон (р. 1881), американский физик, лауреат Нобелевской премии (1937).
- 1961 — Иштван Чок (р. 1865), венгерский художник-импрессионист.
- 1966 — Бастер Китон (р. 1895), американский комедийный актёр, величайший комик эпохи немого кино.
- 1971 — Сергей Бобров (р. 1889), русский писатель, литературный критик и переводчик.
- 1974 — Николай Абрамчук (р. 1912), советский военный лётчик, Герой Советского Союза.
- 1976
  - Вернер Карл Гейзенберг (р. 1901), немецкий физик, лауреат Нобелевской премии (1932).
  - Ханс Рихтер (р. 1888), немецкий художник, график, кинорежиссёр-авангардист.
  - Джордж Хойт Уипл (р. 1878), американский врач и патолог, нобелевский лауреат по физиологии или медицине (1934).
- 1981 — Дональд Уиллс Дуглас (старший) (р. 1892), американский авиаконструктор и промышленник.
- 1986 — Альва Мюрдаль (р. 1902), шведский дипломат, политик и социолог, лауреат Нобелевской премии мира (1982), жена экономиста Гуннара Мюрдаля.
- 1987 — Алессандро Блазетти (р. 1900), итальянский режиссёр, сценарист, актёр, монтажёр, основоположник современного итальянского кино.

### XXI век
- 2001 — Николай Девятков (р. 1907), советский и российский учёный в области военной и медицинской электроники, академик.
- 2002 — Хильдегард Кнеф (р. 1925), немецкая актриса театра и кино, певица.
- 2003 — при возвращении на Землю погиб экипаж шаттла «Колумбия»:
  - Майкл Филлип Андерсон (р. 1959), американский лётчик и учёный, астронавт НАСА;
  - Дэвид Макдауэлл Браун (р. 1956), американский лётчик-испытатель и врач, астронавт НАСА, пилот шаттла  «Колумбия»;
  - Лорел Кларк (р. 1961), американская женщина-медик, специалист по зоологии, астронавт;
  - Уильям Си Маккул (р. 1961), американский лётчик-испытатель, астронавт НАСА, второй пилот шаттла «Колумбия»;
  - Илан Рамон (р. 1954), лётчик израильских ВВС, первый астронавт Израиля;
  - Рик Даглас Хасбанд (р. 1957), американский военный лётчик, астронавт НАСА, командир шаттла «Колумбия»;
  - Калпана Чавла (р. 1962), астронавт США, бортинженер, первая женщина-астронавт индийского происхождения.
- 2007 — Джанкарло Менотти (р. 1911), американский композитор, либреттист, дважды лауреат Пулитцеровской премии.
- 2010 — Михаил Марутаев (р. 1925), советский и российский композитор.
- 2012 — Вислава Шимборская (р. 1923), польская поэтесса, лауреат Нобелевской премии (1996).
- 2013 — Владимир Енгибарян (р. 1932), советский боксёр, олимпийский чемпион (1956), трёхкратный чемпион Европы.
- 2014
  - Луис Арагонес (р. 1938), испанский футболист и тренер.
  - Василий Петров (р. 1917), военачальник, Маршал Советского Союза, Герой Советского Союза.
  - Максимилиан Шелл (р. 1930), австрийский актёр, лауреат премий «Оскар» и «Золотой глобус».
- 2021
  - Йонас Грицюс (р. 1928), советский и литовский кинооператор, директор Литовской киностудии (1978—1989).
  - Виктор Коваль (р. 1947), русский поэт, прозаик, художник, киноактёр.
  - Рышард Шурковский (р. 1946), польский велогонщик, двукратный серебряный призёр Олимпийских игр (1972, 1976), трёхкратный чемпион мира, тренер.
- 2024 — Карл Уэзерс (р. 1948), американский актёр, продюсер, режиссёр и бывший профессиональный игрок в американский футбол.
- 2025 — Хорст Кёлер (р. 1943), немецкий государственный и политический деятель, Федеральный президент Германии (2004—2010). Директор-распорядитель МВФ (2000—2004).

## Народный календарь, приметы и фольклор Руси
Макарьев день.
- Ясный солнечный Макарьев день — к ранней весне[9].
- Коли капель — в весну раннюю верь[9].
- На Макария да на Ефимия (2 февраля) метель — вся масляна метель"[10].
- Макар валенком раздувает самовар[11].